# 北維吉尼亞軍團
北維吉尼亞軍團（英語：Army of Northern Virginia）是南北战争時南方的一支主要軍團，成立於1862年，其主要對手是波多馬克軍團。
北維吉尼亞軍團的活動地區全都是在東線，主要任務為保護里奇蒙和把維吉尼亞境內的敵人完全驅逐，至1863年前，大多數都是以南軍勝利告終。
而為了結束戰事，北維吉尼亞軍團亦數次攻擊馬里蘭，更著名的亦有蓋茨堡戰役，但大多數都是以南軍失敗告終。

## 歷史
北維吉尼亞軍團的前身為波多馬克軍團，成立於1861年6月20日，次日，雪倫多亞軍團加入， 到了1862年3月14日，北維吉尼亞軍團正式成立，4月又與半島軍團合併。

## 指揮
1. P·G·T·博雷加德（P.G.T. Beauregard）
2. 約翰斯頓（Joseph E. Johnston）
3. 史密夫（Gustavus Woodson Smith）
4. 羅伯特·李（Robert E. Lee）

## 組織
北維吉尼亞軍團與其他邦聯（聯盟國）軍團一樣，其將領都曾為聯邦軍隊（北軍）服務（特別是李將軍等高階將領），故美國內戰時的兩軍組織十分相似：有一個人作為總司令，擁有步兵、砲兵、騎兵和后勤力量组成混成作战部队。
雖然軍團名為「北維吉尼亞」，但其中不少士兵來自其他州，如阿拉巴馬州、密西西比州、阿肯色州等。第一军的隆史崔特曾被派往佐治亞州，指揮田納西軍團（Army of Tennessee）。
邦聯軍中的北維吉尼亞軍團（army）由兩至三個军（Corps）組成，一個军由三個師（division） 組成，一個師由四至五個旅（brigade）組成，一個旅由四至六個步兵團或騎兵團（Regiments）組成。

### 總司令
畢瑞嘉（P.G.T. Beauregard）、約翰斯頓（Johnston, Joseph E）和史密夫（Gustavus Woodson Smith）都曾为總司令；自1862年6月1日起，北維吉尼亞軍團總司令均為李將軍。

### 軍（Corps）
至1863年以前，北維吉尼亞軍團只有兩個軍，分別為詹姆斯·隆史崔特的第一军（右翼）及石牆傑克森的第二军（左翼）。1863年，石牆傑克森於錢瑟勒斯維爾戰役中負傷，不久辭世，李將軍遂把石牆的第二军分成第二和第三军。理查·尤爾（Richard S. Ewell）率領第二军；A.P.希爾（AP Hill） 率領第三军。

### 旅（Brigade）
聯邦軍中的旅名稱都以數字來標示（如第一旅），但邦聯軍卻以該旅指揮的名字來標示（如石牆旅）。不過，石牆傑克森曾在鼓勵自己旅的時稱其作第一旅。

### 步兵團與騎兵團（Regiments）
一個步兵團或騎兵團中有十個（或以下）連（company），每個团由1,100名兵士和軍官組成；一個連當中有兩至三個排（platoon），每個连由100人組成；一個排中有五個班，每個排由51名兵士和軍官組成。
當時的不少步兵團和騎兵團都是臨時由平民成立的，故那些步兵和騎兵團之名都加有“志愿”（Volunteer）字樣（如佐治亞州第五十一志愿步兵團），表示內戰一旦結束，這些步兵和騎兵團的成員都可以解甲歸田。不過，對於很多自願從軍士兵來說，“志愿”是一個榮譽，所以他們若要為軍旗加上步兵和騎兵團之名，“志愿”兩詞是不能疏忽的。

## 主要戰役
| 戰事                | Campaign | 年份          |
| ------------------- | -------- | ------------- |
| 半島會戰            |          | 1862年        |
| 七天戰役            |          | 1862年        |
| 北維吉尼亞會戰      |          | 1862年        |
| 馬里蘭會戰          |          | 1862年        |
| 弗雷德里克斯堡戰役  |          | 1862年        |
| 錢瑟勒斯維爾戰役    |          | 1863年        |
| 蓋茨堡戰役          |          | 1863年        |
| 布里斯托戰役        |          | 1863年        |
| 雷奔戰役            |          | 1863年        |
| 曠野戰役            |          | 1864年        |
| 里奇蒙-彼得斯堡戰役 |          | 1864年—1865年 |
| 阿波馬托斯戰役      |          | 1865年        |

1865年4月9日，北維吉尼亞軍團向波多馬克軍團投降，李將軍向尤里西斯·格蘭特簽署投降文件。